# Kola (città)

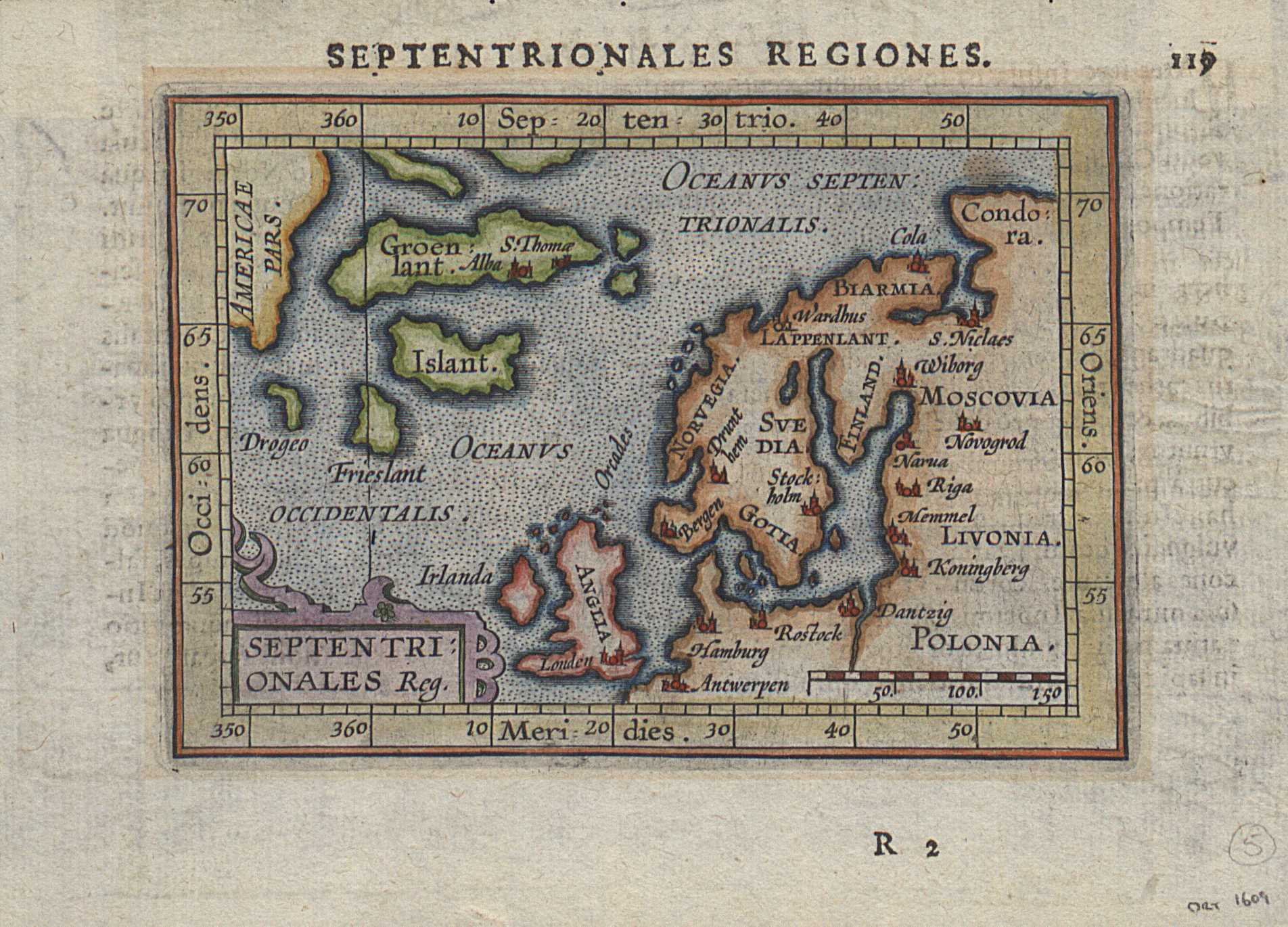
Mappa olandese del XVII secolo indicante, fra gli altri, il porto di Cola (Kola).

Kola è una cittadina della Russia europea nordoccidentale, situata nella penisola di Kola (da cui prende il nome) nell'Oblast' di Murmansk; è capoluogo dell'omonimo distretto. Sorge alla confluenza dei fiumi Kola e Tuloma, 12 chilometri a sud del capoluogo Murmansk, all'imboccatura del Golfo di Kola.
Contrariamente a quasi tutte le città della regione, capoluogo Murmansk incluso, Kola è cittadina di antica origine, risultando attestata in alcune cronache russe nell'anno 1264 con il nome di Kolo; nel 1565 i Pomor colonizzarono l'area, fondando nel sito un fortino.
Per molto tempo Kola è stata il principale insediamento nella Russia nordoccidentale (tanto da dare il nome all'intera penisola in cui trova), assumendo una certa importanza che la portò ad essere dichiarata città nel 1784. Successivamente, per effetto dell'apertura russa ai porti del mar Baltico la città ha attraversato una fase di notevole involuzione; un altro duro colpo all'importanza di Kola è arrivato dallo sviluppo, a partire dal 1915, della città di Murmansk, cresciuta poi in maniera vertiginosa e della quale Kola è oggi un sobborgo.

## Società

### Evoluzione demografica
Fonte: mojgorod.ru
- 1897: 600
- 1959: 8.300
- 1979: 13.300
- 1989: 16.500
- 2002: 11.060
- 2006: 10.600